# Condado de Aragão
O condado de Aragão teve origem numa faixa montanhosa dos Pirenéus centrais que compreendia os vales de Ansó, Hecho e Canfranc. Nasceu como um interesse manifesto da dinastia franca dos carolíngios de proteger a sua fronteira meridional dos possíveis ataques muçulmanos.
Ainda que, a princípio, tenha estado sob a tutela dos Reis Francos, conforme se ia estendendo pela bacia alta do rio Gállego foi-se soltando do jugo carolíngio e foi-se aproximando dos reis de Pamplona (mais tarde reis de Navarra).
O primeiro conde documentado é o nobre franco Oriol de Aragão, em 809. Uma primeira dinastia franca chegará até Andregoto Galindes, que em 925 se casou com o rei Garcia Sanches I de Pamplona, o que faz com que o filho de ambos, Sancho Garcês II de Pamplona, tenha os títulos de Pamplona e conde de Aragão a partir de 970.
Estes títulos irão permanecer unidos até ao ano de 1035, quando o testamento de Sancho Garcês III de Pamplona divide estas terras entre os seus filhos. 
Nessa altura, apesar de Ramiro ter herdado Aragão com título de conde vassalo de Navarra, lutou depois para conseguir a sua independência, convertendo-se no primeiro rei de Aragão.
O filho deste, Sancho I de Aragão, e o seu neto Pedro I de Aragão conseguem já que Aragão passe a fazer parte dos Estados ocidentais com título de Reino de Aragão; ainda assim, considera-se o referido Ramiro como o primeiro rei da dinastia aragonesa do Reino de Aragão.
| Reinos cristãos da Península Ibérica | Reinos cristãos da Península Ibérica | Reinos cristãos da Península Ibérica | Reinos cristãos da Península Ibérica | Reinos cristãos da Península Ibérica | Reinos cristãos da Península Ibérica | Reinos cristãos da Península Ibérica | Reinos cristãos da Península Ibérica | Reinos cristãos da Península Ibérica | Reinos cristãos da Península Ibérica | Reinos cristãos da Península Ibérica | Reinos cristãos da Península Ibérica | Reinos cristãos da Península Ibérica | Reinos cristãos da Península Ibérica | Reinos cristãos da Península Ibérica | Reinos cristãos da Península Ibérica |          |
| ------------------------------------ | ------------------------------------ | ------------------------------------ | ------------------------------------ | ------------------------------------ | ------------------------------------ | ------------------------------------ | ------------------------------------ | ------------------------------------ | ------------------------------------ | ------------------------------------ | ------------------------------------ | ------------------------------------ | ------------------------------------ | ------------------------------------ | ------------------------------------ | -------- |
| Galiza Monarcas e Consortes          | Leão Monarcas e Consortes            | Astúrias Monarcas e Consortes        | Castela Monarcas e Consortes         | Toledo Monarcas e Consortes          | Granada Monarcas e Consortes         | Múrcia Monarcas e Consortes          | Xaém Monarcas e Consortes            | Sevilha Monarcas e Consortes         | Córdova Monarcas e Consortes         | Navarra Monarcas e Consortes         | Aragão Monarcas e Consortes          | Maiorca Monarcas e Consortes         | Valência Monarcas e Consortes        | Portugal Monarcas e Consortes        | Algarve Monarcas e Consortes         |          |
| Coroa de Leão                        | Coroa de Leão                        | Coroa de Leão                        | Coroa de Castela                     | Coroa de Castela                     | Coroa de Castela                     | Coroa de Castela                     | Coroa de Castela                     | Coroa de Castela                     | Coroa de Castela                     | Navarra Monarcas e Consortes         | Coroa de Aragão                      | Coroa de Aragão                      | Coroa de Aragão                      | Coroa de Portugal                    | Coroa de Portugal                    |          |
| Espanha Monarcas e Consortes         | Espanha Monarcas e Consortes         | Espanha Monarcas e Consortes         | Espanha Monarcas e Consortes         | Espanha Monarcas e Consortes         | Espanha Monarcas e Consortes         | Espanha Monarcas e Consortes         | Espanha Monarcas e Consortes         | Espanha Monarcas e Consortes         | Espanha Monarcas e Consortes         | Espanha Monarcas e Consortes         | Espanha Monarcas e Consortes         | Espanha Monarcas e Consortes         | Espanha Monarcas e Consortes         | Portugal                             | Portugal                             | Portugal |